# Поднос для роженицы

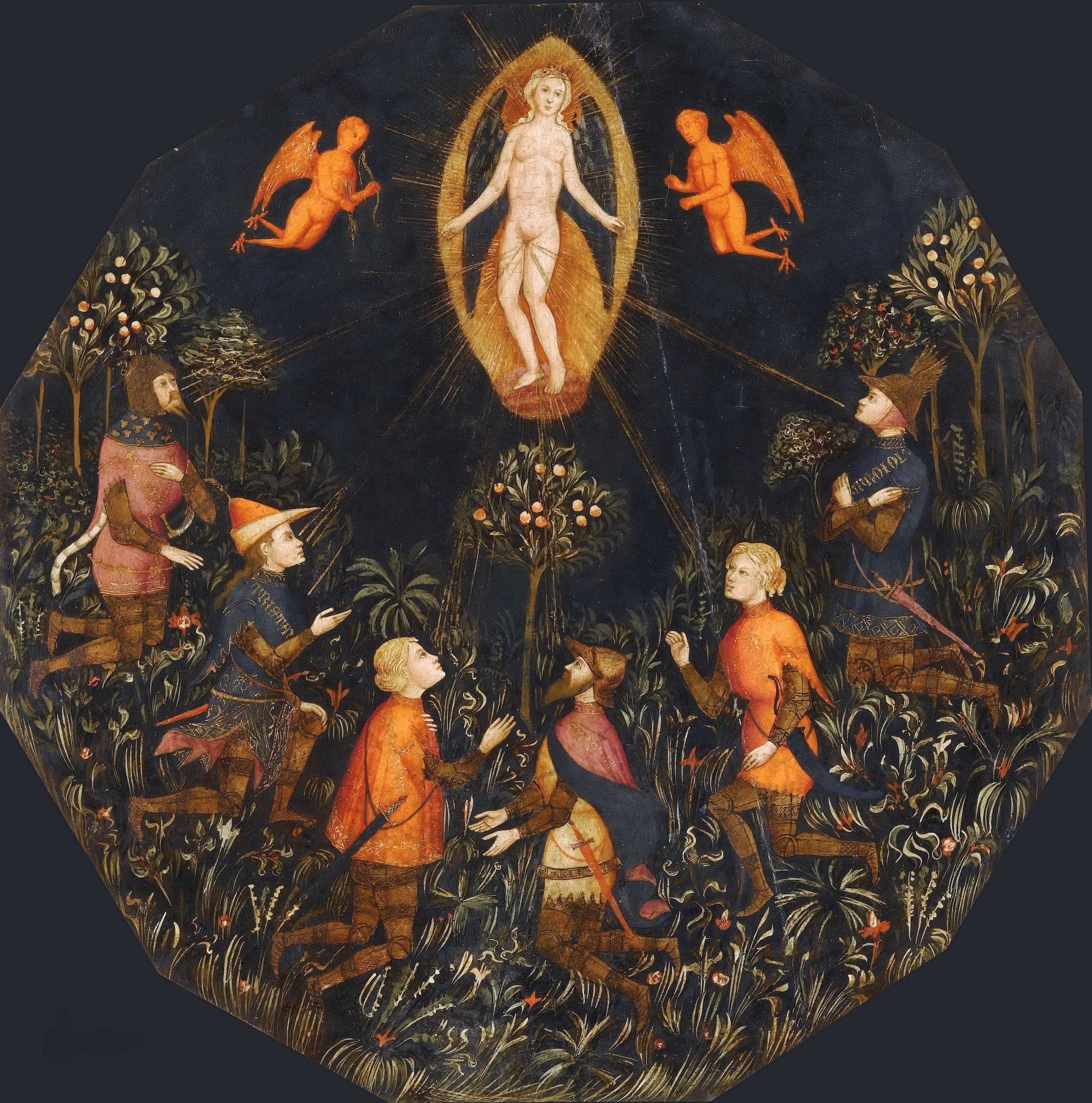
Франческо ди Микеле (?) Триумф Венеры. Роспись подноса. Ок. 1400. Дерево, темпера, лак. Лувр, Париж. Один из старейших примеров деско да парто. Иконография Венеры напоминает «Вознесение Девы Марии» (Ассунта). «Лучи любви» из Её лона простираются на шесть персонажей, прославившихся в истории как знаменитые любовники: Ахилл, Тристан, Ланселот, Самсон, Парис и Троил

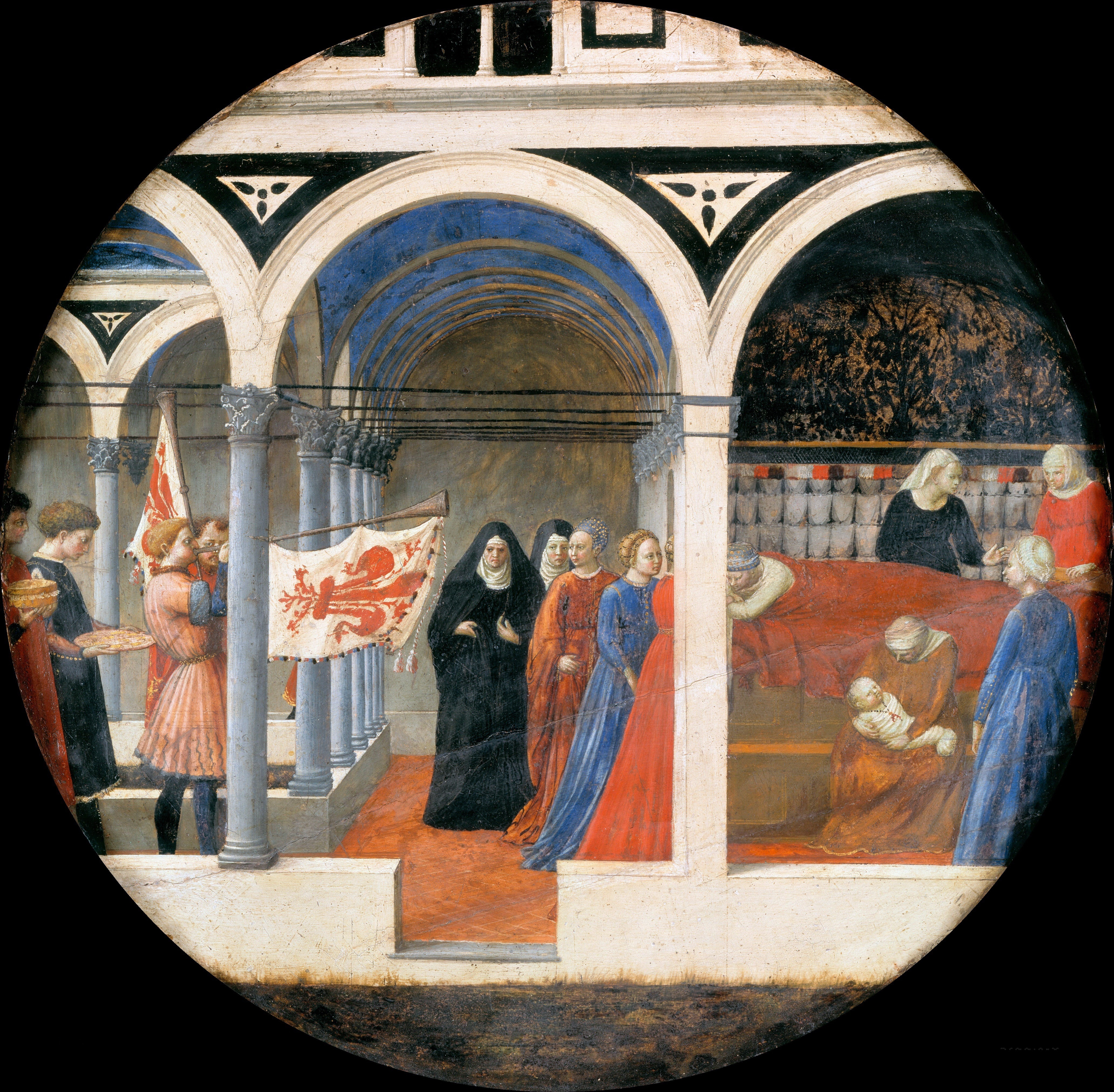
Мазаччо. Сцена рождения ребёнка. 1420. Дерево, масло. Берлинская картинная галерея. Преподнесение первого после родов обеда сопровождается громом труб с вымпелами флорентийской Синьории

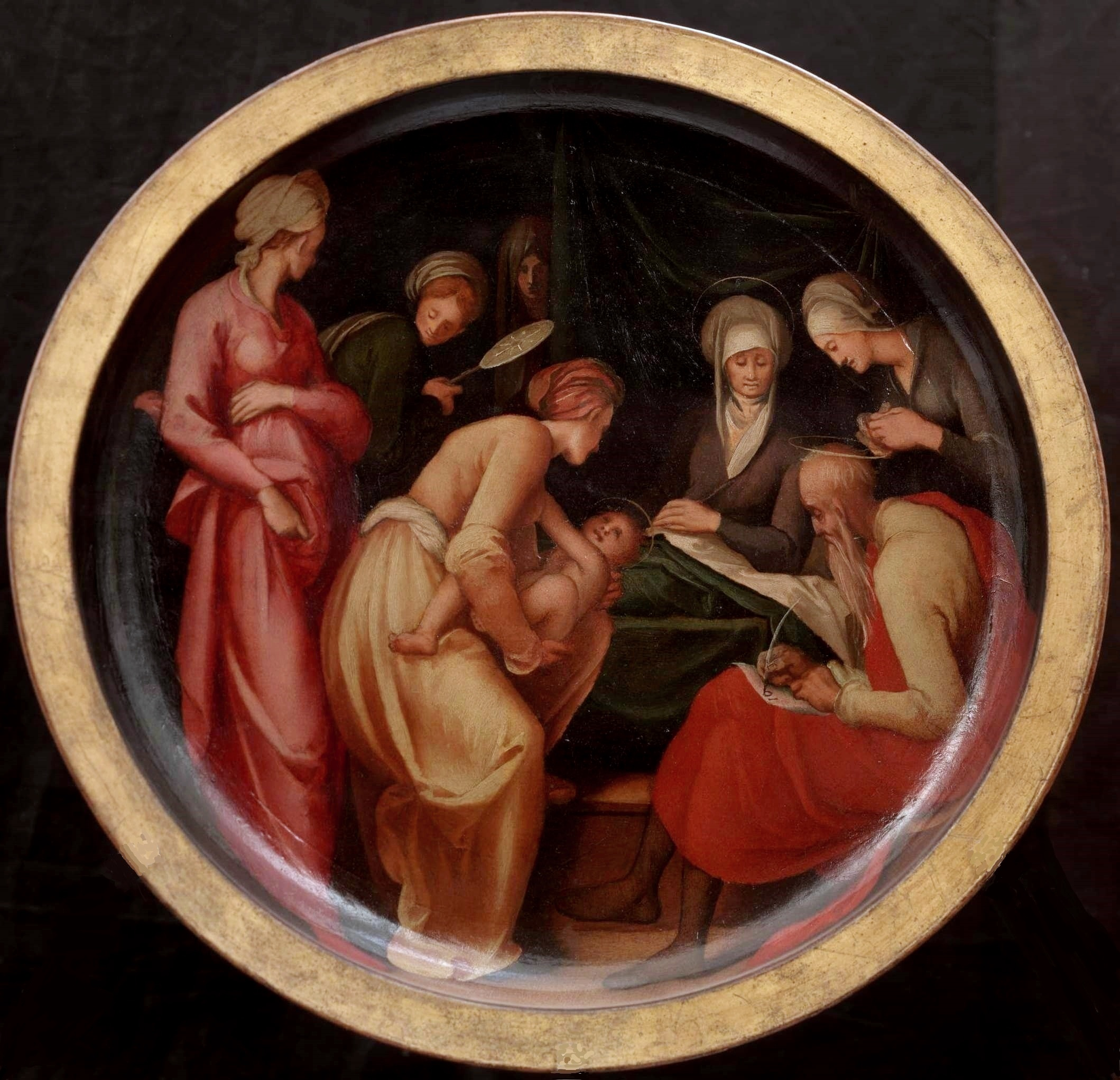
Якопо Понтормо. Наречение Иоанна Крестителя. Роспись чаши. Ок. 1526. Дерево, масло. Галерея Уффици, Флоренция

Поднос для роженицы, или Деско да парто (итал. desco di donna da parto; desco — стол, поднос; закуска; parto — роды) — расписной предмет домашнего обихода, служивший одновременно элементом ритуала и сувениром во многих городах ренессансной Италии. Такие подносы часто входили в более сложную композицию, именуемую «Скуделло и тондино» (итал. scudello e tondino). Скуделло (от итал.  scudetto, scudello — щиток, лат. scutella — чашка, лат. scutum — щит) — чаша на ножке; тондино (итал.  tondino — кружок) — блюдце, тарелка, подставка.
Такой набор мог состоять из трёх, пяти или даже девяти предметов. Его основу составлял судок для супа. Круглую ёмкость судка закрывали крышкой — круглой тарелкой, которая имела выпуклый валик по кругу — tondino. На такую тарелку помещали хлеб или какое-либо угощение. Тарель закрывали второй чашей на кольцевидной ножке, опрокинутой дном кверху (ongaresca), на которую ставили солонку (saliera). Из таких комплектов ныне сохранились лишь разрозненные предметы. Их изготавливали из дерева или майолики, расписывали изображениями сцен родов, ухода и воспитания детей. Изображали сцены на сюжет «Положение Вергилия» (в пересказе Джованни Боккаччо), весёлые бытовые сценки, шаловливых путти, цветы, гирлянды с главным намерением — развеселить, позабавить и отвлечь от страхов и забот женщин, готовящихся к родам. Поэтому скуделло и тондино превращались из набора утилитарных предметов в дорогой подарок, праздничную, изысканную композицию. Ещё более редкие изделия — «чаши с ушками» (старо-кат. scudelles ab orelles, старо-итал. scodelle da orelle). Они сохранились в единичных экземплярах и представляют собой небольшие чаши на кольцевой ножке с двумя, реже с четырьмя плоскими ручками по сторонам.

## История
Расписной поднос для роженицы появился в XIV веке и был важной частью торжественных мероприятий празднования рождения ребёнка. Самый ранний расписной поднос датируют 1370-ми годами, однако первое упоминание «деско да парто» в архивных документах относится к 1383 году (оно найдено в одной флорентийской инвентарной описи).
Вероятно, мода на расписные подносы для рожениц появилась вскоре после «чёрной смерти» — эпидемии чумы, распространившейся в Европе в середине XIV века, и унёсшей четверть населения. В то время не было родильных домов, и роды проходили в домашней обстановке. Роды принимали повивальные бабки. Процент смерти при родах был довольно высоким, и переживания, связанные с предстоящим разрешением от бремени, имели высокий накал и религиозную окраску. Поднос заказывали заранее, и часто просили художников изобразить какие-либо сюжеты или символы, которые способствовали бы рождению здорового ребёнка и удаче в его будущей жизни. В «Libro di Bottega» — книге учёта самой известной в середине XV века мастерской Аполлонио ди Джованни и Марко дель Буоно, заказы на подносы для рожениц именитые семьи делали сразу после заказов свадебных сундуков — кассоне.
Некоторые прижимистые или просто рачительные жители Флоренции не заказывали новые подносы, а использовали подносы своих родственников или перекупали у кого-либо подержанные и просили переписать сюжеты или только фамильные гербы, которые часто изображали на оборотной стороне «деско да парто». Таков, например, поднос из Музея Виктории и Альберта «Триумф любви», лицевая сторона которого переписана в 1460-х годах, а оборотная — после 1537 года. Самый известный пример перепродажи — поднос с изображением «Триумфа славы» (Метрополитен-музей, Нью Йорк), который после смерти владельца, Лоренцо Великолепного, был продан на аукционе за 3 флорина (хотя в посмертной описи имущества оценен в 10 флоринов).

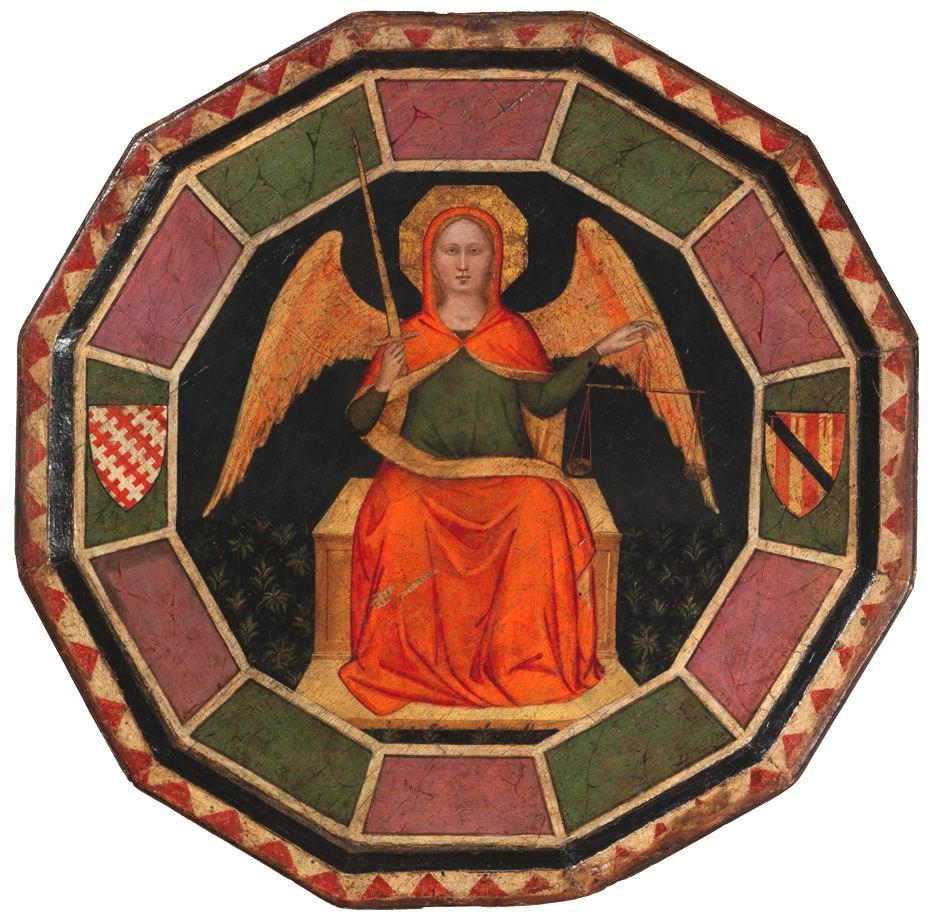
Лоренцо ди Никколо. Юстиция. 1380-1400. Дерево, темпера. Музей Легиона чести, Сан-Франциско, США
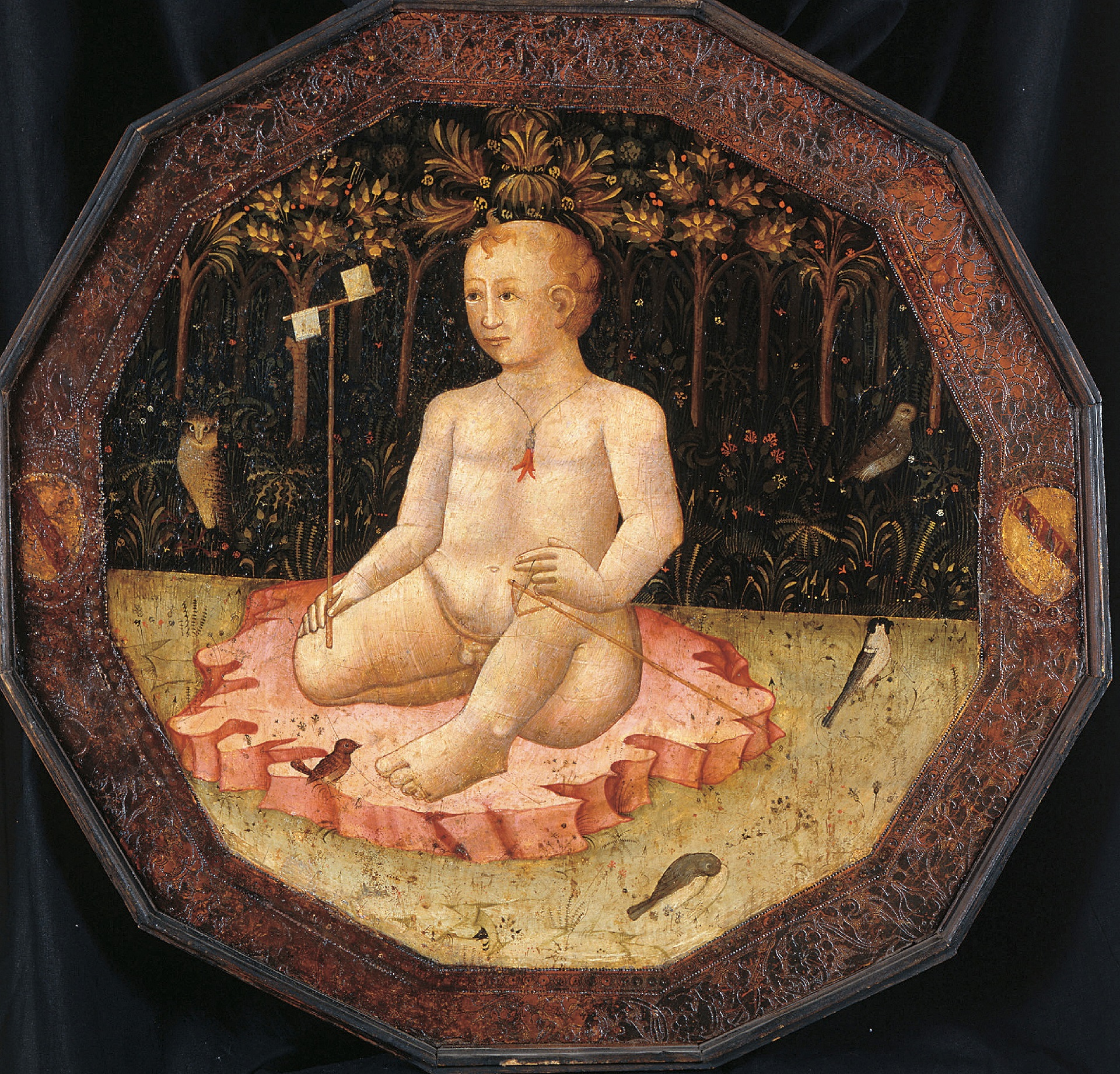
Бартоломео ди Фруозино. Обнажённый мальчик. 1405. Дерево, темпера. Частное собрание
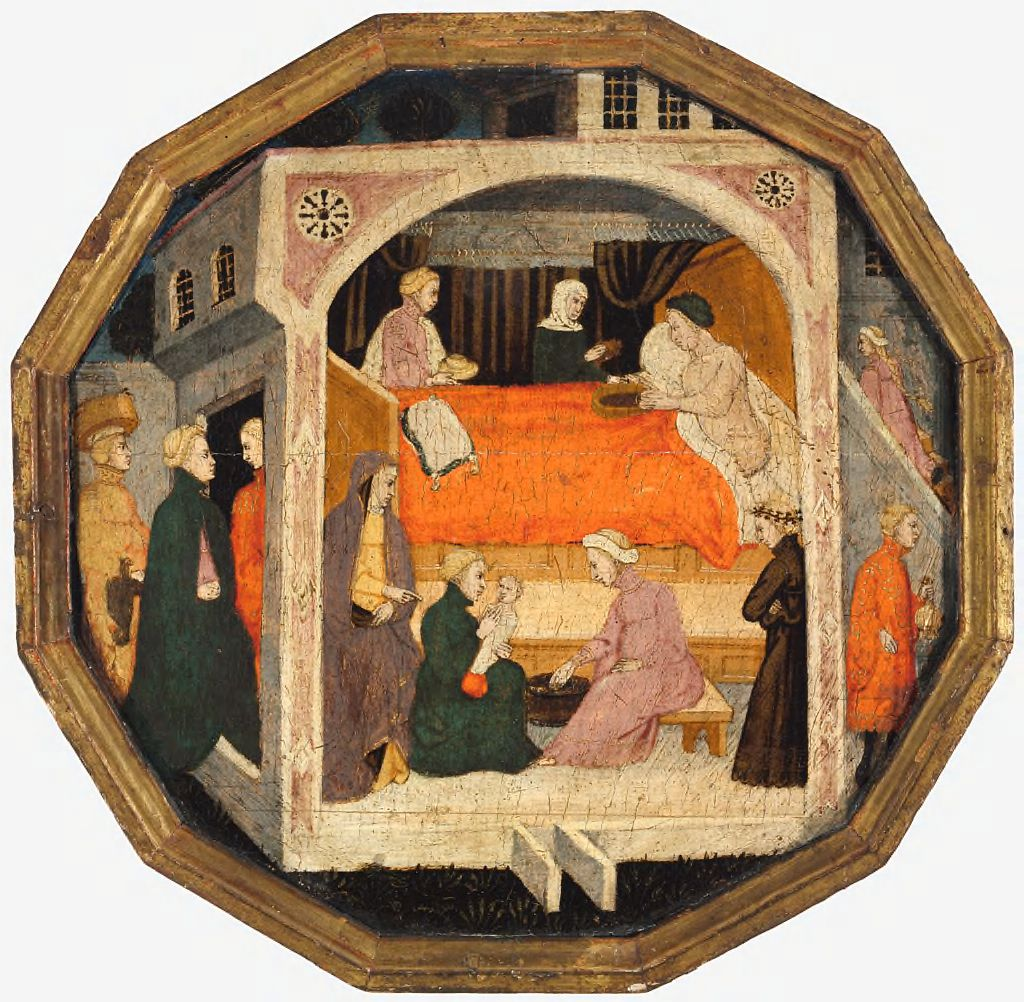
Франческо ди Микеле. Сцена рождения ребёнка. Ок. 1410. Музей искусств, Гарвард, США
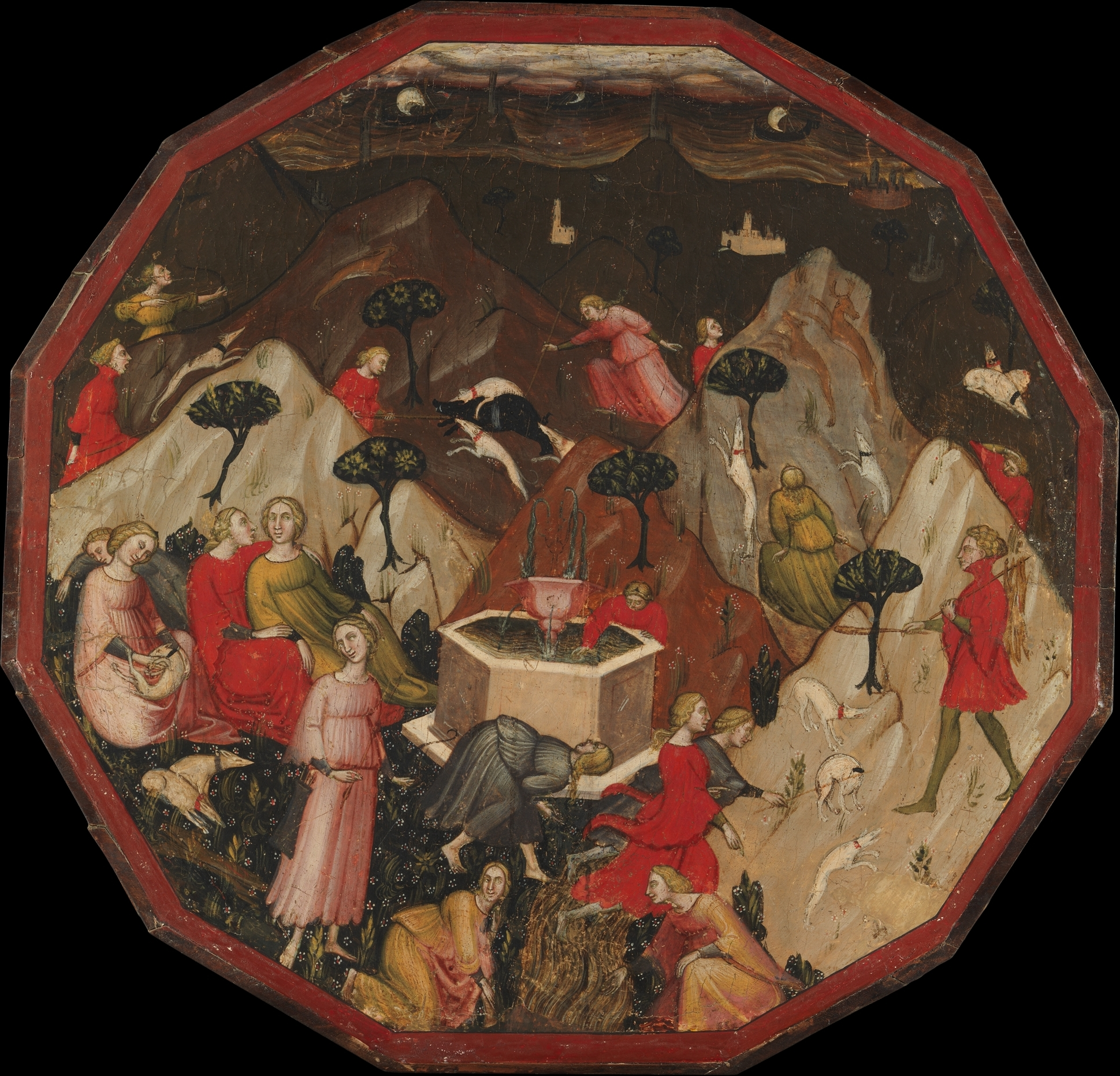
Мастер 1416 года. Открытие Амето нимф и состязание пастухов Альцесто и Акатена. Сцена из новеллы Боккаччо. Дерево, темпера. Метрополитен-музей, Нью Йорк
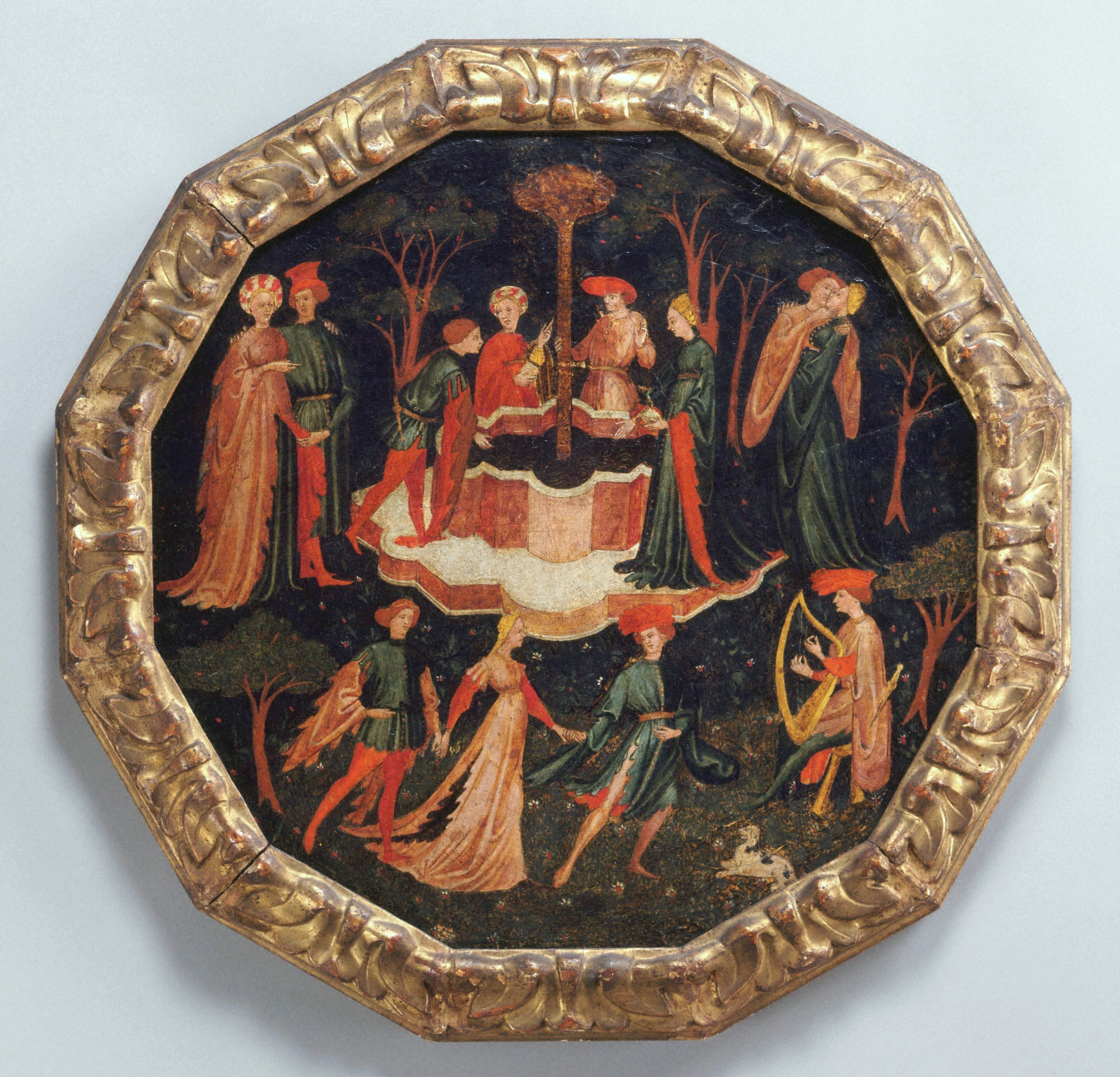
Неизвестный мастер. Сад Юности. Ок. 1430. Дерево, темпера, золочение. Музей Принстонского Университета, США
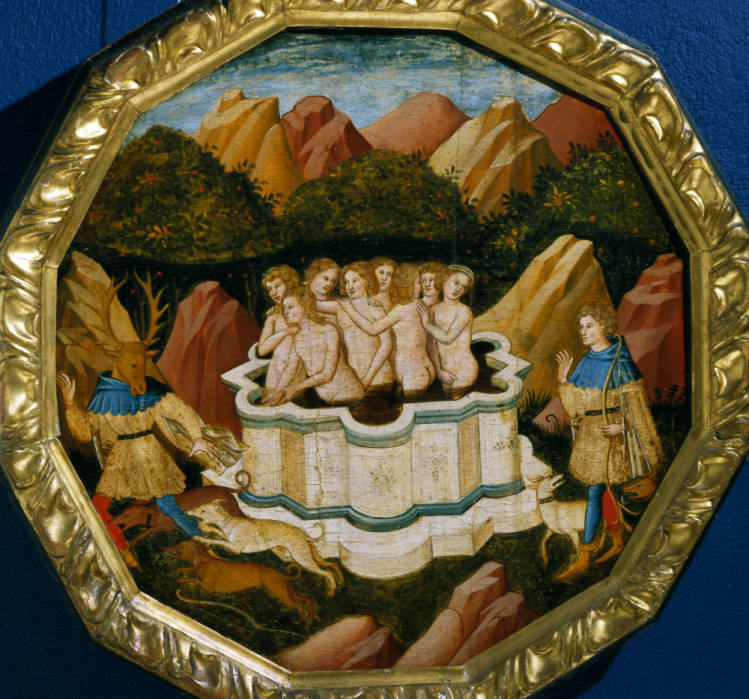
Паоло Скьяво. История Дианы и Актеона. Ок. 1440. Дерево, темпера, золочение. Музей искусства Колледжа Уильямса, Массачусетс, США

Подносы заказывали не только богатые семьи торговцев и банкиров, но также ремесленники: пекари, шерстянщики... Исследователи подсчитали, что в XV веке не менее 40 % флорентийских семей имели в своём хозяйстве хотя бы один такой поднос. Обычно их производили те мастерские, которые специализировались на изготовлении разных предметов, украшающих быт состоятельных горожан — сундуков кассоне, спальере (картин-шпалер), которые в виде фриза развешивали на стенах, расписных спинок для кроватей, расписных шкатулок и коробов. Многие мастерские знаменитой итальянской майолики изготавливали «деско да парто» целыми сериями и их расписывали известные мастера, такие как, например, Мазаччо или Боттичелли. Поскольку спрос был высоким, как и «свадебные тарелки», или «тарелки влюблённых» (итал. сорре amatorie, многие покупали в лавках готовые предметы, подбирая типовые росписи по своему вкусу, что было дешевле, чем предметы на заказ. 
Тематика росписей была в подавляющей части светской. Из Библии, за редким исключением, брали только ветхозаветные (не евангельские) сюжеты, такие как «Самсон и Далила», или «Сусанна и старцы». Популярной темой были «Триумфы», основанные на поэме Петрарки, а также весёлые сюжеты из произведений Боккаччо. В период расцвета интернациональной готики (около 1400 года) были популярны расхожие аллегории: «Сад любви», «Сад юности». На подносах часто изображалась сцена родов — интерьер с кроватью, на которой лежит роженица, а вокруг хлопочут помощницы. В середине XV века более популярными стали античные сюжеты — «Суд Париса», «Диана и Актеон».
Диаметр подносов обычно был в пределах 50-65 см. Их вырезали из дерева и расписывали темперой. Самые простые были восьмиугольными, более сложными 12и, 14и и 16и-угольные. Во второй четверти XV века стали распространяться круглые (полагают, что именно из них развилась такая форма живописной картины, как тондо). Края подноса снабжались выпуклой рамкой.
Мода на подносы для рожениц более всего была распространена во Флоренции и Сиене. Она была бурной, но непродолжительной — в начале XVI века «desco da parto» были вытеснены «tafferie da parto» — деревянными расписными чашами, которые преподносились роженице. В отличие от подносов, сюжеты изображений на этих чашах были исключительно религиозными. Выдающийся экземпляр такого предмета представлен в Галерее Уффици, Флоренция — это чаша с изображением «Наречения Иоанна Крестителя», выполненная Якопо Понтормо. В дальнейшем чаще стали использовать расписные блюда из майолики.

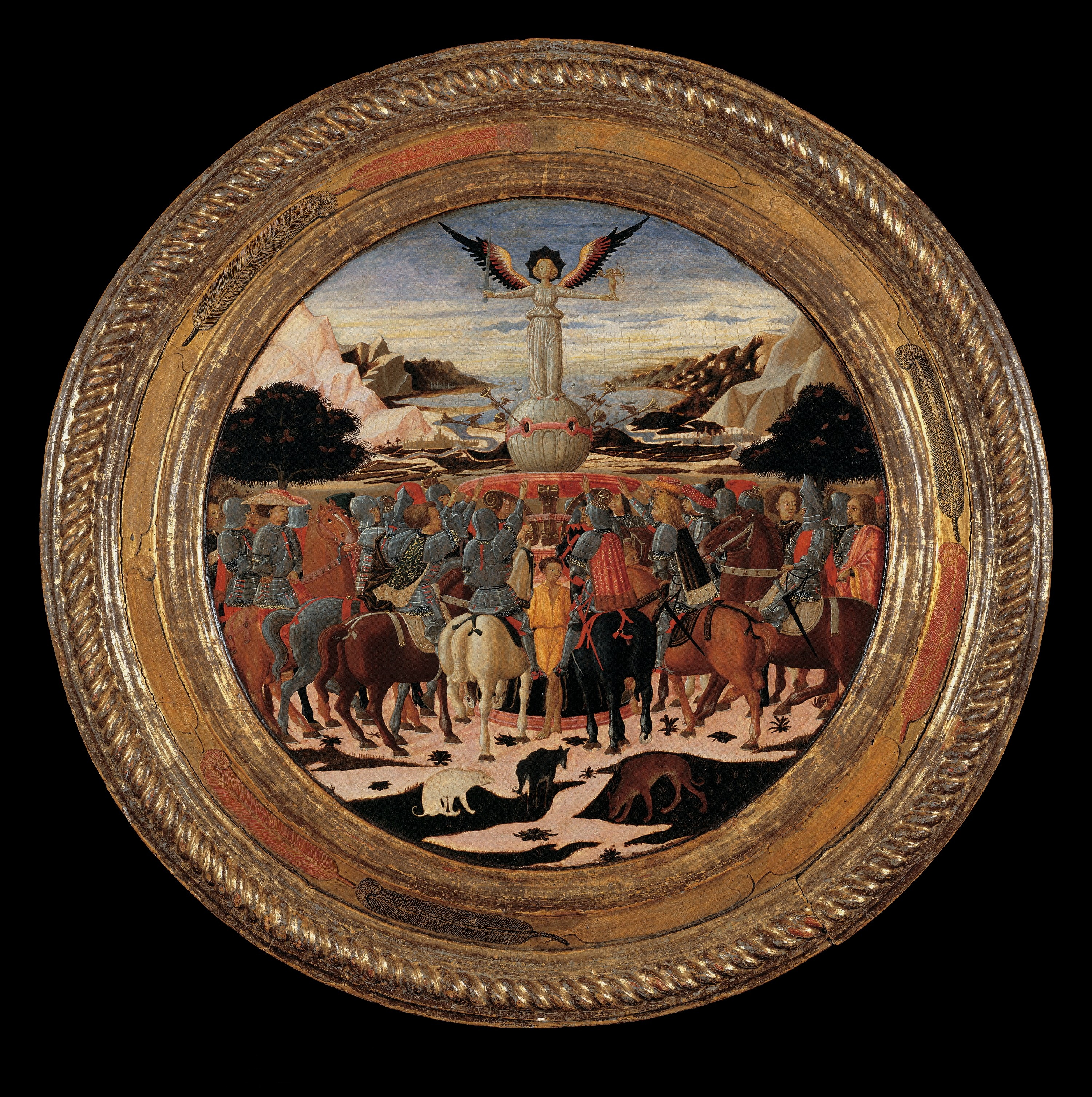
Скеджа. Триумф Славы. 1448-1449. Дерево, темпера. Метрополитен-музей, Нью Йорк
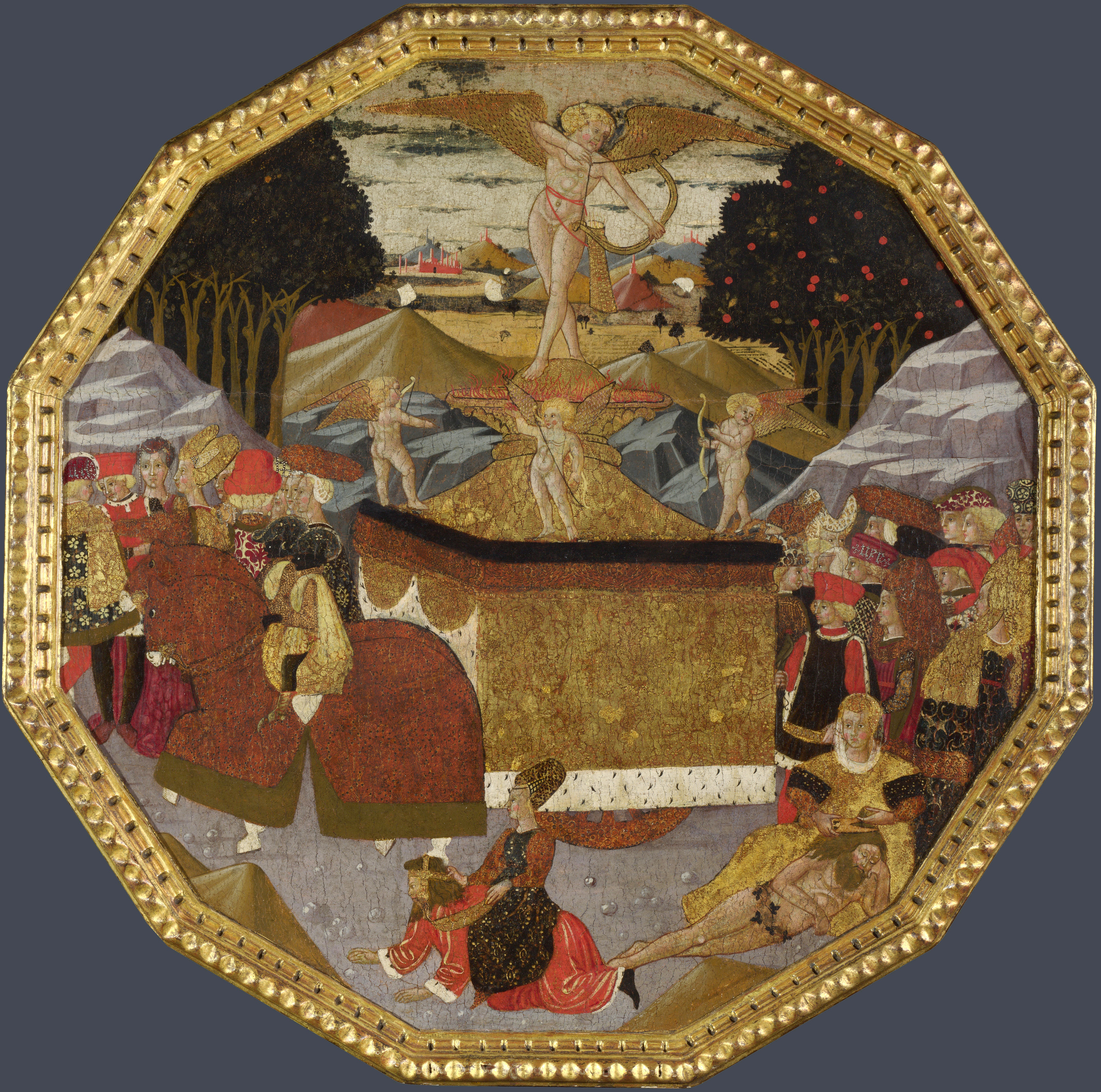
Мастерская Аполлонио ди Джованни. Триумф Любви. 1453-1455. Дерево, темпера. Национальная галерея, Лондон
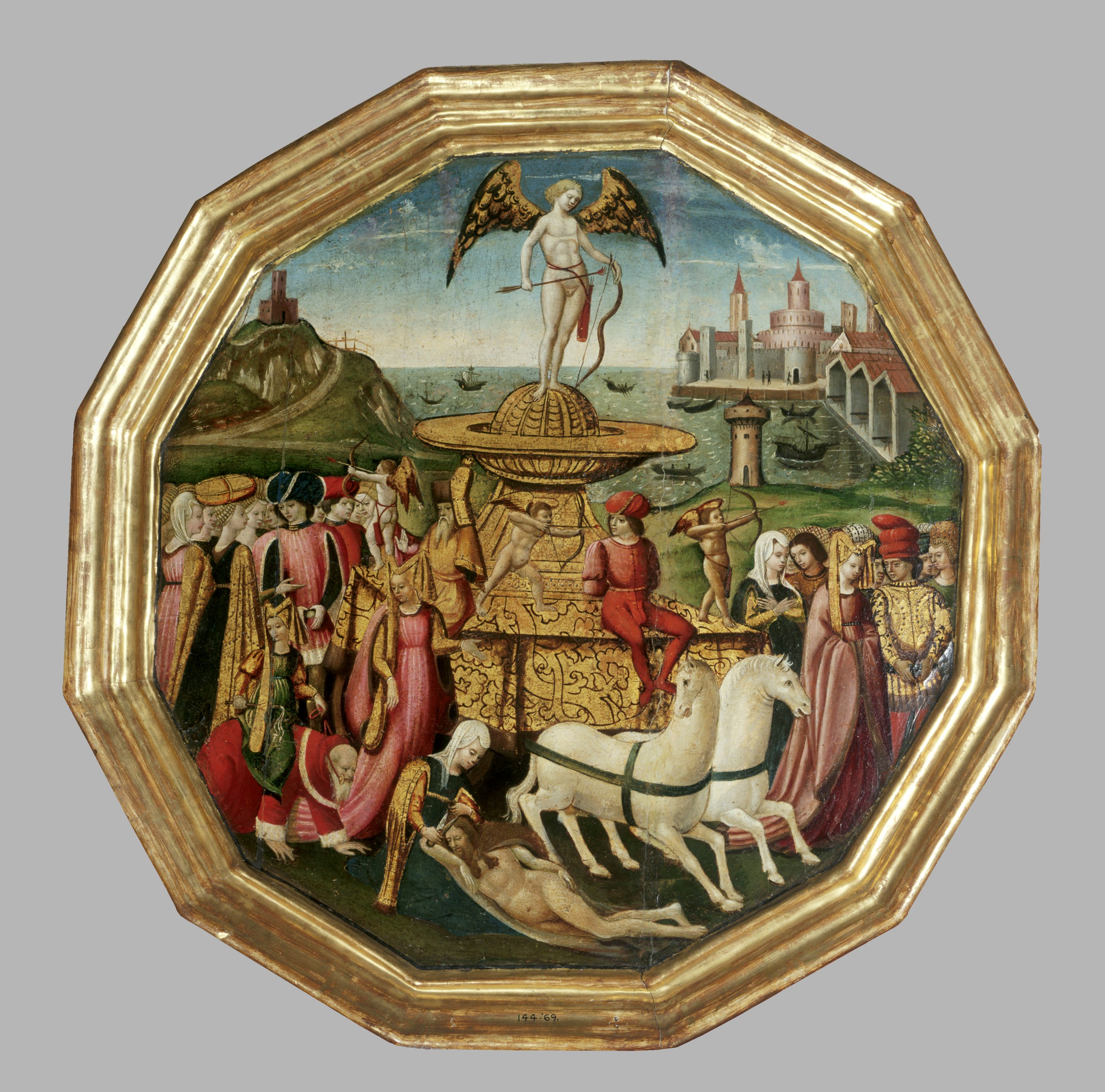
Мастерская Аполлонио ди Джованни. Триумф Любви. 1460-е. Музей Виктории и Альберта, Лондон
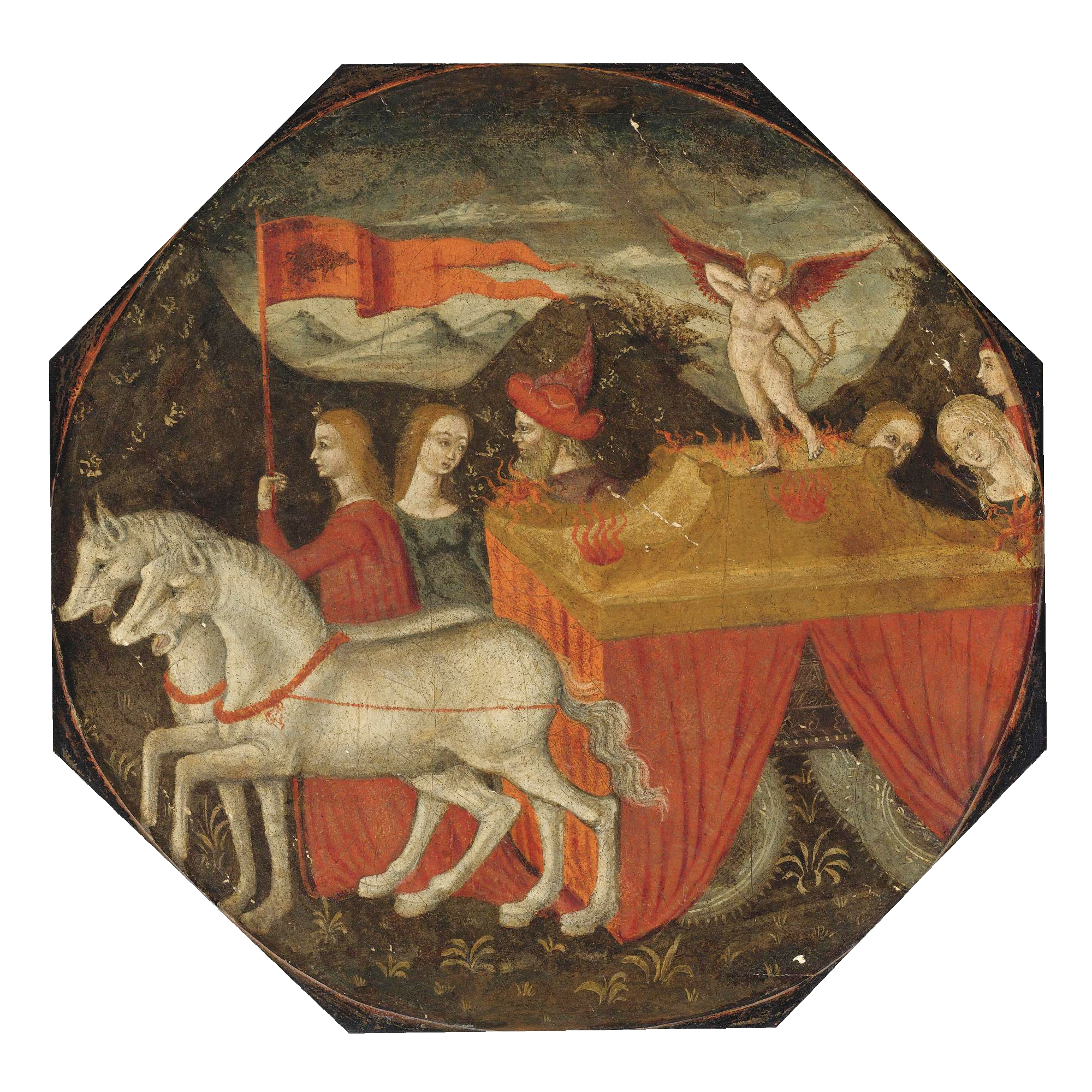
Тосканская школа. Триумф Любви. Ок. 1470. Частное собрание.
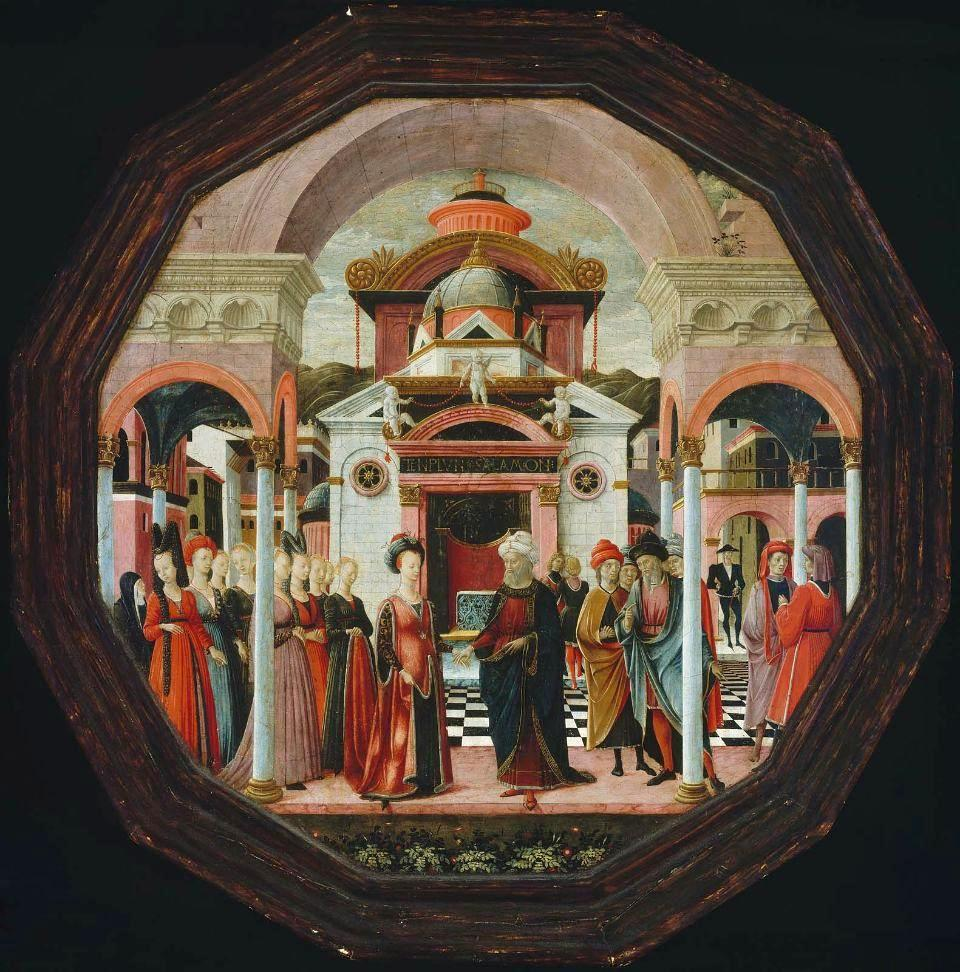
Франческо дель Косса. Соломон и царица Савская. 1476. Музей искусств, Бостон, США
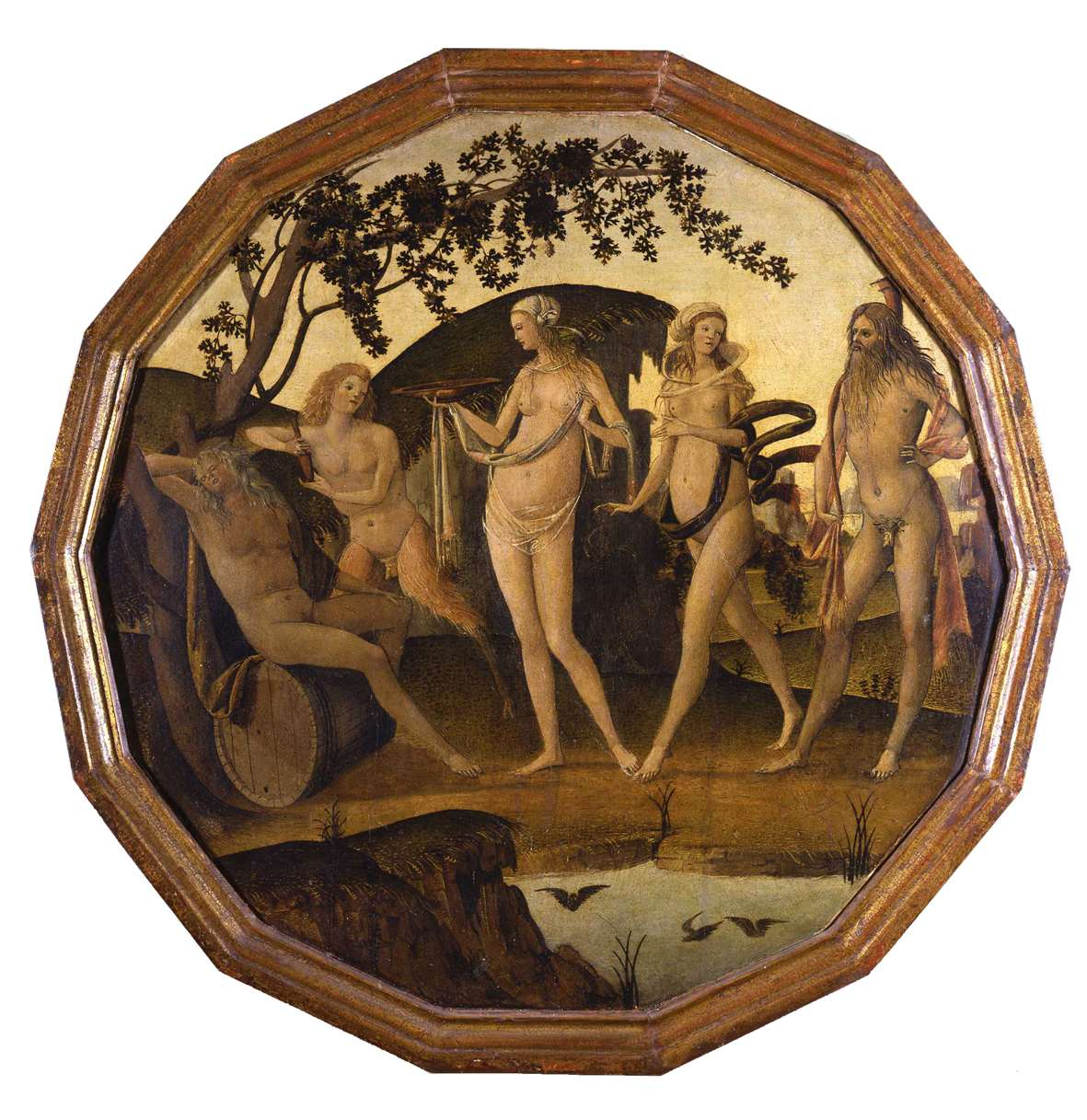
Мастер истории Гризельды. Вакхическая сцена. 1490-1500. Дерево, масло. Частное собрание
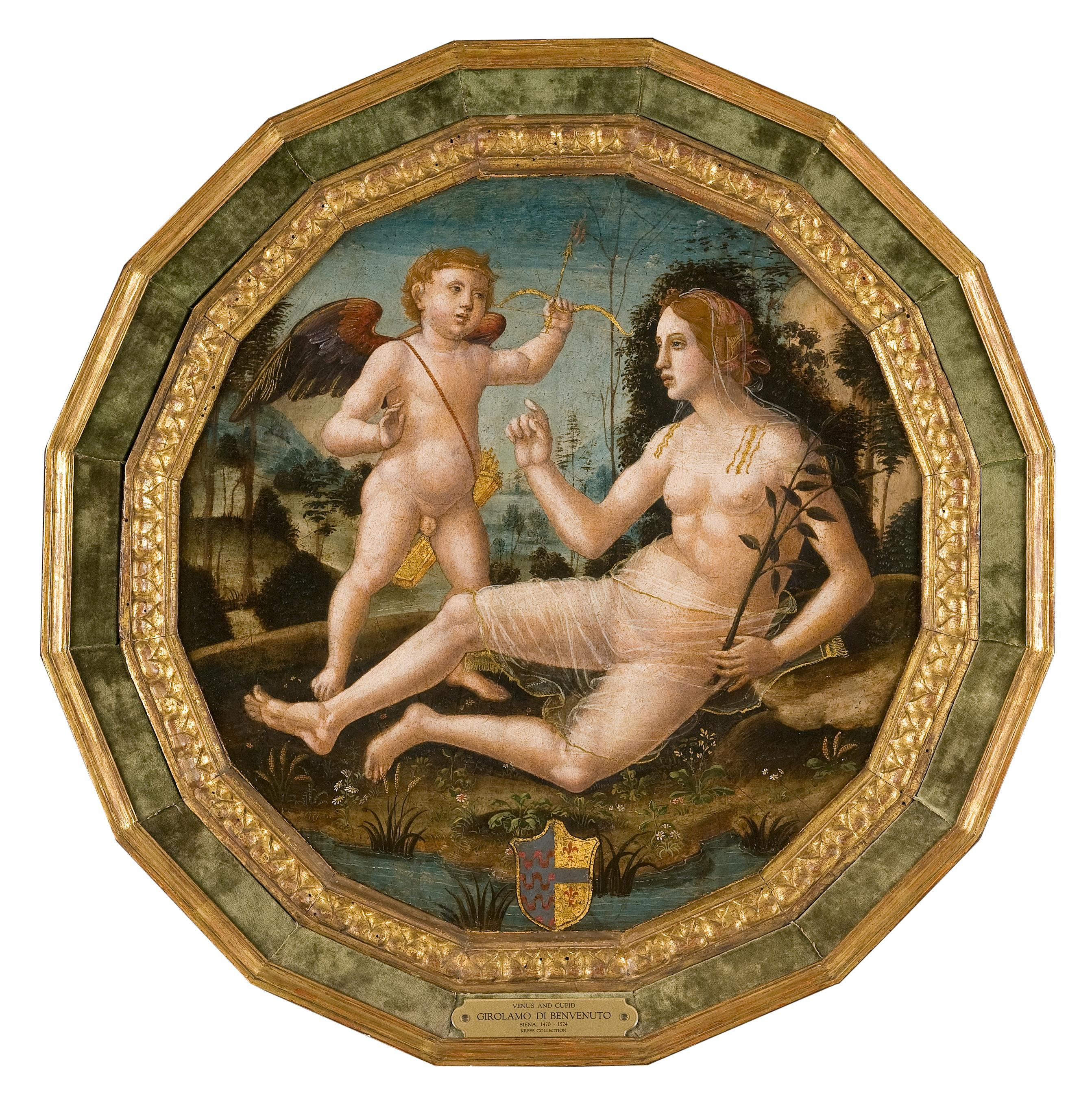
Джироламо ди Бенвенуто. Венера и Купидон. Ок. 1500. Дерево, масло. Музей искусств, Денвер, США
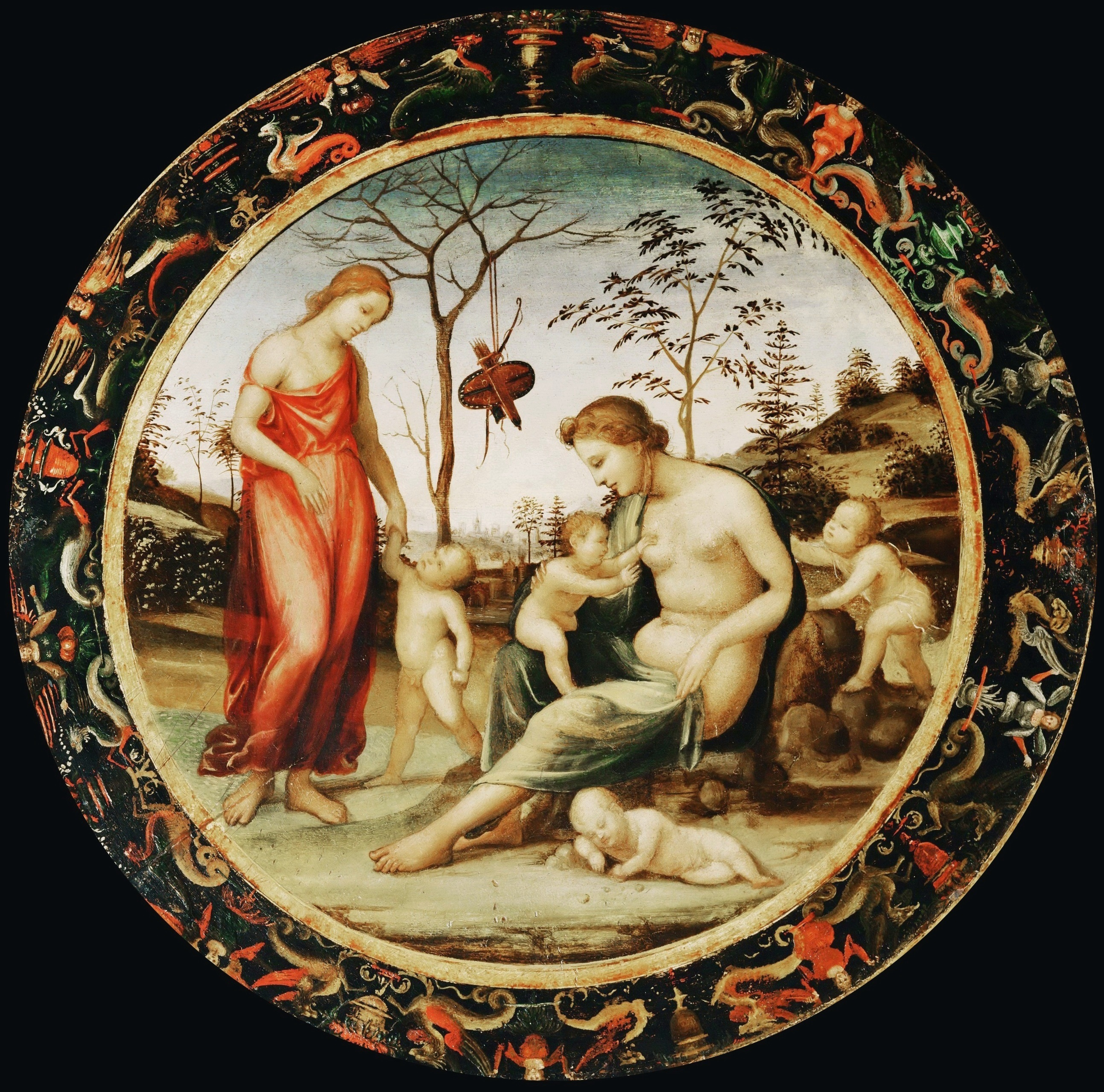
Содома. Аллегория Любви. 1508. Дерево, масло. Лувр, Париж